# Prendi una matita/Soltanto ieri
Prendi una matita/Soltanto ieri è il 39º singolo discografico di Mina, pubblicato nel 1961 dall'etichetta Italdisc.

## Storia
L'ordine dei brani sulla copertina ufficiale Archiviato il 5 marzo 2023 in Internet Archive. è invertito rispetto ai lati del disco di vinile e riporta la grafia Prendi "la" matita invece di Prendi "una" matita. La successiva ristampa corregge l'errore di grafia, ma non l'inversione dei brani.
I brani sono presenti, ancora nell'ordine errato, nell'antologia su CD Ritratto: I singoli Vol. 2 del 2010, che riepiloga cronologicamente tutti i singoli fino al 1964.
L'etichetta Disques Festival ne ha stampato una versione per il mercato francese (catalogo DNI 329).
Nei due brani Mina è accompagnata dal maestro Tony De Vita con la sua orchestra.
Soltanto ieri è stato inserito nell'album Moliendo café del 1961.
Prendi una matita fa parte dell'album ufficiale Due note, pubblicato lo stesso anno. Un frammento (durata 0:25) è stata cantato da Mina, per un collage di pezzi accorciati, durante l'ultima (dodicesima) puntata della prima stagione del programma televisivo Studio Uno, andata in onda il 13 gennaio 1962. Il video dell'intera esibizione è contenuto nel DVD Gli anni Rai 1959-1962 Vol. 10, ultimo volume di un cofanetto monografico pubblicato da Rai Trade e GSU nel 2008.
Nel 1961 l'orchestra Louis Rosolino incide una versione strumentale del brano (Super Musical Market, 06). Nel 1995 Anna Maria Di Marco e Letizia Mongelli, vocalist per Shaila Risolo e Valentina Abitini. incidono una cover del brano per la compilation Non è la Rai gran finale.

## Tracce
Lato A (MH-90/A)
1. Soltanto ieri – 3:25 (testo: Leo Chiosso – musica: Lelio Luttazzi; edizioni musicali Suvini-Zerboni)

Lato B (MH-90/B)
1. Prendi una matita – 2:23 (testo: Mogol – musica: Pino Massara; edizioni musicali Ariston)